# Chalcorana scutigera
Espèce
Synonymes
- Rana scutigera Andersson, 1916
- Hylarana scutigera (Andersson, 1916)

Statut de conservation UICN

 DD  : Données insuffisantes
Chalcorana scutigera est une espèce d'amphibiens de la famille des Ranidae.

## Répartition
Cette espèce est endémique du Sud de la Thaïlande,.

## Description
Le mâle holotype mesure 48 mm.

## Publication originale
- Andersson, 1916 : Zoological results of the Swedish zoological expeditions to Siam 1911-1912 and 1914. 3. Batrachians. Kongliga Svenska Vetenskaps-Akademiens Handlingar, vol. 55, no 4, p. 13-17 (texte intégral).